# 四(1-降冰片烷基)钴
四(1-降冰片烷基)钴是一种对空气敏感的有机钴化合物，化学式为C28H44Co，可简写为Co(nor)4。它最初由Barton K. Bower和Howard G. Tennent在1972年发现。
它可由CoCl2·THF（或Co[CH(COCH3)2]3）和1-降冰片烷基锂（norLi）在正戊烷中反应制得。
{\displaystyle {\ce {{2CoCl2.THF}+4norLi->[{\text{pentane}}][]{[Co(nor)4]}+{Co}+4{LiCl}+2THF}}}
它可通过重结晶来提纯。